# Saint-Dié-des-Vosges
Saint-Dié-des-Vosges är en kommun i departementet Vosges i regionen Grand Est (tidigare regionen Lorraine) i nordöstra Frankrike. Kommunen är chef-lieu över 2 kantoner som tillhör arrondissementet Saint-Dié-des-Vosges. År 2022 hade Saint-Dié-des-Vosges 19 324 invånare.
Saint-Dié-des-Vosges är främst kändt för sin internationella geografifestival, Festival international de géographie.

## Historia
1507 : Cosmographiae Introductio  (Martin Waldseemüller)

## Befolkningsutveckling
Antalet invånare i kommunen Saint-Dié-des-Vosges
| Referens: INSEE |

## Sevärdheter
- Katedralen
- Sankt Martins kyrka
- Frihetstornet (fr. Tour de la Liberté)
- Claude et Duval-fabriken (arkitekt Le Corbusier)
- Camp celtique de la Bure

## Galleri

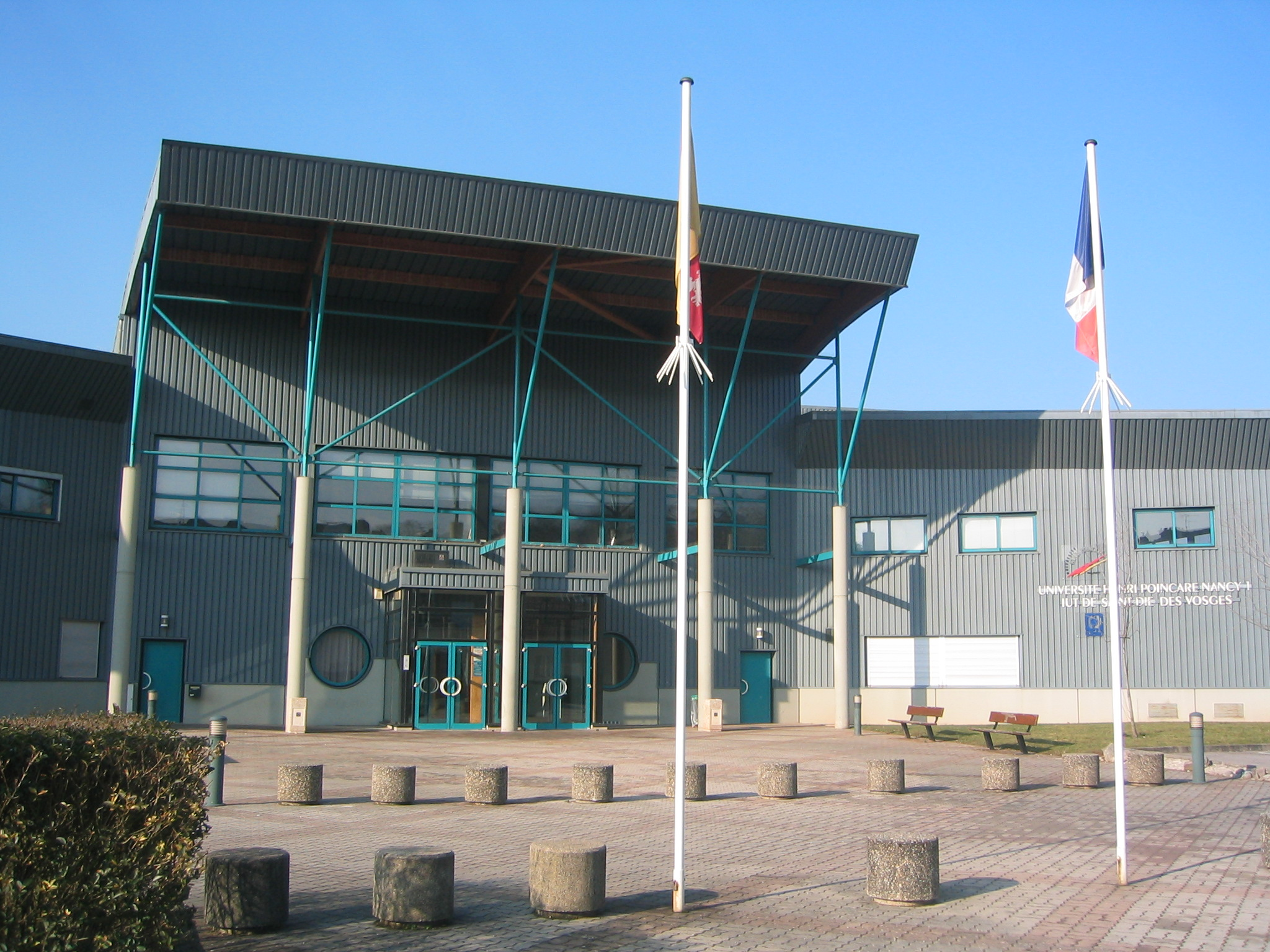
Ingenjörshögskolan
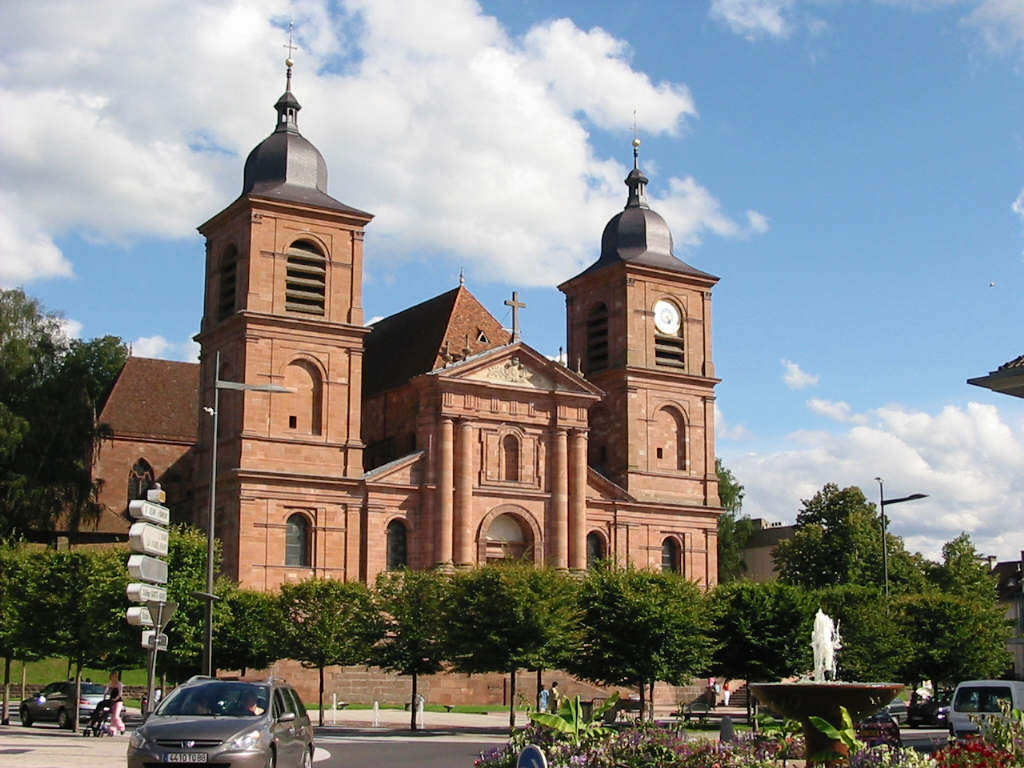
Katedralen i Saint-Dié-des-Vosges

## Utbildning, forskning och kultur
Ingenjörshögskolan (fr. IUT eller Institut universitaire de technologie) som är knuten till Henri Poincaré-universitetet i Nancy :
- Robotik
- Elektroteknik
- Elektronik
- Datateknik
- Internet

## Vänorter
- Arlon (Belgien)
- Cattolica (Italien)
- Crikvenica (Kroatien)
- Friedrichshafen (Tyskland)
- Lowell, Massachusetts (USA)
- Meckhe (Senegal)
- Ville de Lorraine (Kanada)
- Zakopane (Polen)